# Hestur (miejscowość)
Hestur (duń. Hestø, pol. Koń) – jedyna osada na wyspie Hestur, znajdującej się w archipelagu Wysp Owczych. Posiada 34 stałych mieszkańców. Wioska położona jest u podnóża gór Múlin i Eggjarók (po 421 m n.p.m.), nad fiordem Hestsfjørður, przez który raz lub dwa razy dziennie przepływa prom, łącząc ją z przystanią Gamlarætt w Kirkjubøur, na Streymoy.
W osadzie od 1974 znajduje się basen.

## Populacja
Wyspa Hestur zamieszkana jest już od czasów wikińskich, jednak nie w miejscu, gdzie obecnie znajduje się osada, a na południu, w miejscu zwanym Hælur, gdzie można zobaczyć pozostałości domostw z tamtego okresu.
Ostatnie lata, nie licząc roku 2007 przyniosły całym Wyspom Owczym wzrost populacji, nie dotyczy to jednak osady Hestur, która mimo chwilowych wzrostów demograficznych straciła od 1985 do 2007 24 mieszkańców (ok. 41% populacji). W roku 2008 nastąpił lekki wzrost liczby ludności w tej miejscowości, a tym samym na całej wyspie. Czwórka nowych osadników to para z dwójką małych dzieci - synów, co wpływa odmładzająco na bardzo stare społeczeństwo tejże wioski.
| Rok  | Populacja | Rok  | Populacja | Rok  | Populacja |
| ---- | --------- | ---- | --------- | ---- | --------- |
| 1985 | 58        | 1993 | 54        | 2001 | 51        |
| 1986 | 57        | 1994 | 51        | 2002 | 43        |
| 1987 | 59        | 1995 | 48        | 2003 | 43        |
| 1988 | 58        | 1996 | 43        | 2004 | 39        |
| 1989 | 56        | 1997 | 47        | 2005 | 39        |
| 1990 | 57        | 1998 | 53        | 2006 | 37        |
| 1991 | 56        | 1999 | 46        | 2007 | 34        |
| 1992 | 54        | 2000 | 45        | 2008 | 38        |